# Абу Суфьян ибн аль-Харис
Абу Суфьян ибн аль-Харис ибн Абд аль-Мутталиб (араб. أبو سفيان بن الحارث بن عبد المطلب‎; урожденный аль-Мугира араб. المغيرة‎) — сподвижник и двоюродный брат исламского пророка Мухаммеда.

## Ранний период жизни
Он был сыном Аль-Хариса ибн Абд аль-Мутталиба. В течение нескольких дней его кормила Халима бинт Абу Зуайб, что сделало его молочным братом Мухаммеда.
Он женился на своей двоюродной сестре Джумане бинт Абу Талиб, и у них родился сын Джафар. Он также женился на другой двоюродной сестре Умм 'Амр бинт аль-Мукаввим, и у них родилась дочь Атика. Это может быть та же дочь, которая позже вышла замуж за племянника Абу Суфьяна Абд аль-Мутталиба (сына Рабиа ибн аль-Хариса):343.

## Оппозиция исламу
В юности Абу Суфьян и Мухаммед были близкими друзьями:397, но как только в 610 году Мухаммед объявил себя пророком, Абу Суфьян «относился к нему с враждебностью, как никто до него»:397. Как он позже объяснил это: «Мы были с общиной, людьми возвышенного ума. Я видел превосходство людей, которые жили с их проницательностью и мнением. Они прошли через горный перевал, и мы последовали за ними. Затем люди знатные и пожилые начали отделяться от Мухаммеда, и они помогали своим богам и защищали своих предков, и мы последовали за ними»:400.
«Он проявлял ненависть к Пророку в течение двадцати лет, никогда не оставаясь позади, когда курайшиты отправлялись сражаться с Мухаммедом». Он сражался в битве при Бадре на стороне многобожников. Он был одним из первых, кто вернулся в Мекку с известием об их поражении. Как он сказал своему дяде Абу Лахабу: «Как только мы встретили партию, мы отвернулись, и они убивали и захватывали нас, как им было угодно; и, клянусь Аллахом, я не виню людей за это. Мы встретили людей в белом на пегих лошадях между небом и землей, и, клянусь Аллахом, они ничего не пощадили, и никто не мог им противостоять»:310.
Он также написал сатирические стихи против Мухаммеда и мусульман и оскорбил Хасана ибн Сабита:
Кто передаст Хасану послание от меня?

Я думаю, что ты один из самых злых из обездоленных людей.

Твой отец — отец зла, и твой дядя такой же.

Ты не лучше своего отца и своего дяди.:397
Хасан попросил у Мухаммеда разрешения составить ответные оскорбления, пообещав убрать имя самого Мухаммеда из враждебных высказываний, и разрешение было дано:397.
В январе 626 года Мухаммед возглавил последнюю экспедицию на Бадр, назначенную для решающего сражения между курайшитами и мусульманами. Битва не состоялась, поскольку мекканская армия так и не прибыла:447. Хассан ибн Сабит написал поэму о ситуации:
Мы пробыли у мелкого колодца восемь ночей

… Передай Абу Суфьяну [ибн Харбу] послание от меня,

ибо ты лучший из плохих.:448-449
Абу Суфьян ибн аль-Харис составил ответ:
О Хасан, сын женщины, питающейся заплесневелыми финиками,

… ты остался у мелкого колодца, желая нас

, и ты оставил нас в пальмовых рощах неподалеку.

Наши лошади и верблюды ходили по посевам

, и то, на что они наступали, они вдавливали в мягкий песок

… Не описывай своих прекрасных лошадей,

но говори о них как о том, кто крепко их сдерживает.

Ты радуешься им, но это право других,

всадников сыновей Фихра [Курайшита].:449
В 627 году после убийства племени Бану Курайза Хассан ибн Сабит сочинил поэму о том, что они отправились в Ад. Абу Суфьян ответил контрпоэмой:
Да сделает Аллах этот поступок бессмертным,

Да горит огонь в его пределах!

Ты узнаешь, кто из нас далек [от Ада]

и какая из наших земель пострадает.

Если бы пальмы там были всадниками,

они бы сказали: «Тебе здесь не место, убирайся!»:481
В 628 году арабский торговец доложил о Мухаммеде Византийскому императору Ираклию I. Этот человек, который утверждал, что является «ближайшим родственником» Мухаммеда среди партии, обычно идентифицируется как Абу Суфьян ибн Харб:654-655, но Абу Суфьян ибн аль-Харис также утверждал, что присутствовал. Он сказал: «Я не видел себя с [Ираклием], когда я бежал от Ислама, но знал только Мухаммеда. Так Ислам вошел в меня, и я осознал ошибку многобожия»:400.

## Обращение в ислам
В 630 году накануне завоевания Мекки Абу Суфьян решил стать мусульманином. Джумана ответила: «Наконец-то ты видишь, что бедуины и иностранцы последовали за Мухаммедом, в то время как ты был его заклятым врагом! Ты должен был быть первым, кто поможет ему!»:397. Абу Суфьян призвал своего раба Мадхкура поторопиться с седланием верблюдов и лошадей, чтобы встретить армию Мухаммеда в аль-Абве. Вместе с Джуманой, Джафаром и его двоюродным братом Абдуллахом ибн Абу Умайей он путешествовал, переодевшись и опасаясь за свою жизнь, «ибо моя кровь была дозволена»:546:397-398. 
Когда появился верблюд Мухаммеда, Абу Суфьян попытался встретиться взглядом со своим двоюродным братом, но Мухаммед отвернулся. Абу Суфьян повернулся в сторону его лица, но Мухаммед продолжал отворачиваться. Абу Суфьян беспокоился, что его убьют в отместку за его прошлую враждебность, хотя он надеялся, что Мухаммед будет доволен его обращением из-за их изначальной дружбы. Все остальные мусульмане, включая Абу Бакра, последовали примеру Мухаммеда и отвернулись от Абу Суфьяна, а Нуман ибн аль-Харис, подбадриваемый Умаром, последовал за ним, насмехаясь: «О враг Аллаха, ты причиняешь вред Посланнику Аллаха и его сподвижникам. Твоя враждебность к нему известна во всем мире!»:398.
Абу Суфьян обратился к своему дяде Аббасу за заступничеством, но Аббас сказал, что это бесполезно. Затем он попытался обратиться к Али, своему зятю, с аналогичным результатом. Абу Суфьян начал следовать за лагерем Мухаммеда, садясь у входа в шатер Мухаммеда, где бы он ни останавливался, но его игнорировали:398. В Никуль-Укабе жена Мухаммеда Умм Салама, которая была сестрой Абдуллаха, настоятельно просила его принять их. «Все курайшиты говорили то же самое, и ты простил людей, которые были более преступны, чем он». Мухаммед ответил: «Мне они не нужны. Что касается [Абу Суфьяна], он ранил мою гордость; а что касается [Абдуллаха], то он оскорбительно отзывался обо мне в Мекке». Когда Абу Суфьян услышал это сообщение, он ответил: «Клянусь Аллахом, он должен впустить меня, или я заберу этого моего маленького мальчика, и мы будем бродить по земле, пока не умрем от голода и жажды»:546:399. Это продолжалось, пока Мухаммед не вошел в Мекку и не одержал победу. В Мекке Джумана вошла в шатёр Мухаммеда с несколькими другими посетителями, и она смогла поговорить с ним, но он вс1 равно не заговорил с Абу Суфьяном:398.
Наконец Абу Суфьян последовал за Мухаммедом в битву при Хунайне:398. Когда враг приблизился, он спрыгнул с коня, держа меч в руке, желая (как он позже сказал) умереть за Мухаммеда. Когда многие мусульмане бежали, Аббас взял поводья серого мула Мухаммеда, а Абу Суфьян занял другую сторону. Мухаммед спросил, кто его защитник, и Абу Суфьян снял свой шлем. Аббас сказал: «Это твой брат и кузен, Абу Суфьян, так что относись к нему с благосклонностью!» Мухаммед ответил: «Да. Да простит ему Аллах всю его враждебность ко мне!» Абу Суфьян поцеловал его ногу в стремени, и Мухаммед заявил: «Это мой брат, клянусь жизнью!»:398-399:844. Затем Мухаммед приказал Аббасу отозвать мусульманскую армию, и они атаковали своих засадников:399. Позже он сказал, что за этот акт преданности Абу Суфьяну и его семье был гарантирован Рай:442-443.
Мухаммед принял официальное заявление о своей вере от Абу Суфьяна и Абдаллаха ибн Абу Умайи:546:399. Абу Суфьян написал стихотворение, чтобы объяснить свое прежнее нежелание принимать ислам.
Клянусь жизнью твоей, когда я нес знамя,

Чтобы дать коннице аль-Лата победу над Мухаммедом,

Я был подобен заблудившемуся во тьме ночи,

Но теперь я на верном пути.

Я не мог направить себя сам, и тот, кто с Аллахом одолел меня,

Тот, кого я прогнал всеми своими силами.

[В этот момент Мухаммед ударил себя кулаком в грудь и сказал: «Ты действительно это сделал!»]

Я делал все, что мог, чтобы отдалить людей от Мухаммеда,

И меня называли его родственником, хотя я не заявлял об этом.

Они такие, какие есть. Того, кто не придерживается их

, Хоть он и разумный человек, обвиняют и лгут.

Я хотел быть в хороших отношениях с ними [мусульманами],

Но я не мог присоединиться к ним, пока я не был наставлен.:546
Абу Суфьян стал «лучшим из мусульман» и «о нем не говорили ничего плохого»:399. Мухаммед назначил ему пенсию в размере 100 васков из Хайбара:341.
За три дня до своей смерти Абу Суфьян вырыл себе могилу на кладбище Аль-Баки около дома Акиля ибн Абу Талиба. Дата его смерти оспаривается: один источник указывает на февраль 641 года, другой — на 652 год. Умар председательствовал на его погребальных молитвах.